# だって、女の子なんだもん!
「だって、女の子なんだもん！』（だって、おんなのこなんだもん）は、BON-BON BLANCOの2ndシングル。

## 概説
- TBS『U-CDTV』オープニング・テーマ。
- テレビ神奈川『saku saku』 2002年9月度エンディングテーマ
- カップリングには表題曲のリミックスが収録されている。
- オリコンウィークリーチャートで初めて100位以内に入った。

## 収録曲
1. だって、女の子なんだもん!
作詞：佐々木美和 作曲・編曲：小澤正澄
2. 恋の課外授業
作詞：佐々木美和　作曲：大島こうすけ　編曲：船越浩市
3. だって、女の子なんだもん！ (love passion, love groove mix)
Remix:大島こうすけ